# 费利克斯·乌弗埃-博瓦尼
费利克斯·乌弗埃-博瓦尼（法語：Félix Houphouët-Boigny，法語發音：[feliks ufwɛ(t) bwaɲi]；1905年10月18日—1993年12月7日），科特迪瓦第一任总统（1960年至1993年）。他在任期间，科特迪瓦与西方国家（尤其法国）维持紧密的关系，实行反共外交政策。
联合国教科文组织设立的费利克斯·乌弗埃-博瓦尼和平奖以他的名字命名。
在經濟規劃上，他曾指出「亞洲與黑色非洲的規劃絕不可能相同」，即使同為未開發國家，相較亞洲人口過多，非洲各國普遍面臨人口不足的問題。

## 扩展阅读
- 国务部长乌弗埃·博瓦尼于 1958 年 9 月 7 日在阿比让 Geo-Andre 体育馆进行的演讲 （页面存档备份，存于）

| 前任： 无 | 科特迪瓦总理 1960年      | 繼任： 职位废除         |
| 前任： 无 | 科特迪瓦总统 1960-1993年 | 繼任： 亨利·科南·贝迪埃 |